# Dendrepidosis trispinula
Dendrepidosis trispinula är en tvåvingeart som beskrevs av Boris Mamaev 1990. Dendrepidosis trispinula ingår i släktet Dendrepidosis och familjen gallmyggor. Inga underarter finns listade i Catalogue of Life.